# 851

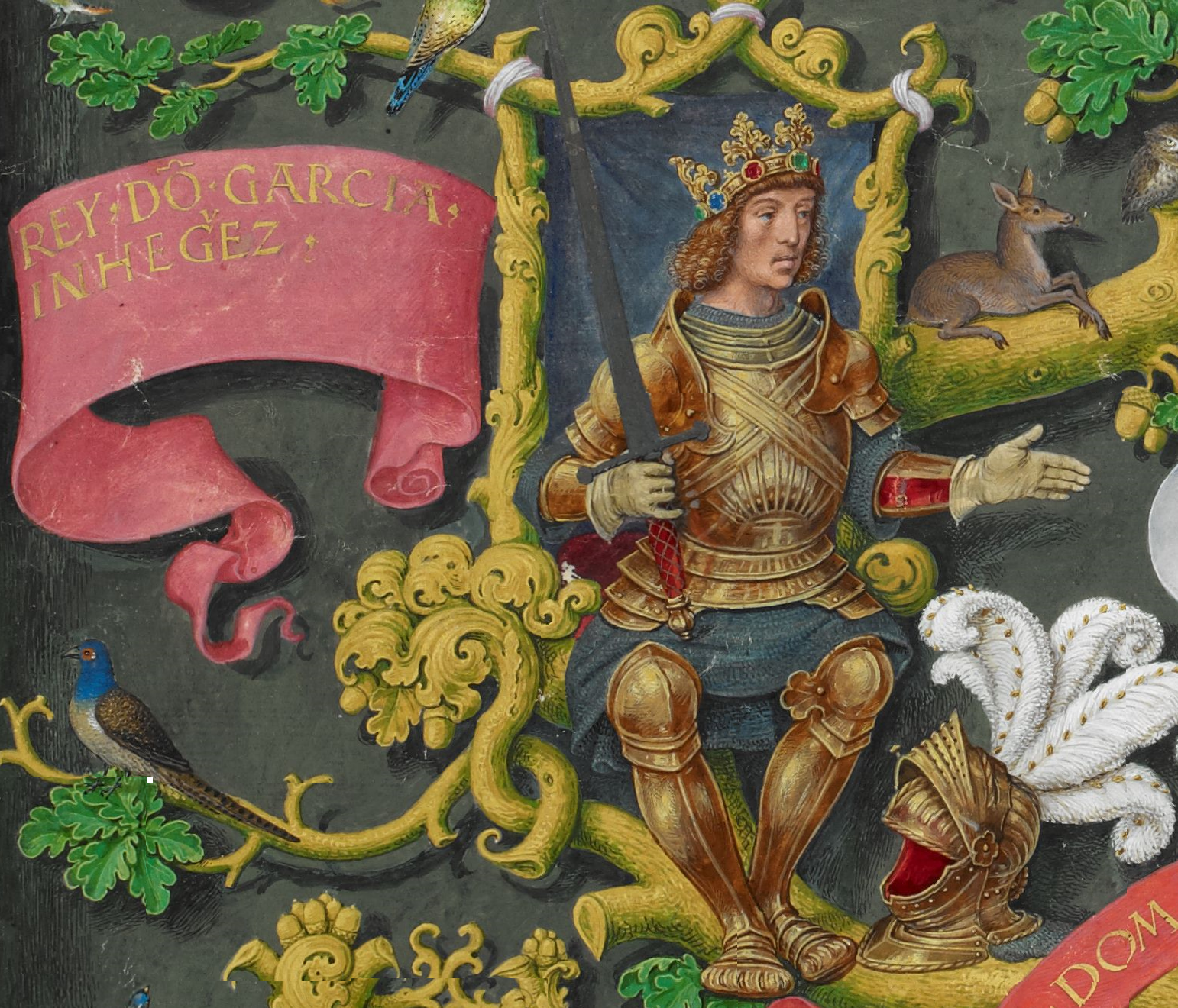
García Íñiguez van Navarra (ca. 851-870)

Het jaar 851 is het 51e jaar in de 9e eeuw volgens de christelijke jaartelling.

## Gebeurtenissen

### Brittannië
- Koning Æthelstan van Kent, oudste zoon van koning Ethelwulf, verslaat bij het stadje Sandwich een plunderende Vikingvloot. Deze gebeurtenis wordt beschouwd als de oudste zeeslag in de Engelse geschiedenis.
- Vikingen vanuit Denemarken onder leiding van Rorik varen de rivier de Theems op en plunderen de steden Canterbury en Londen. Ethelwulf verslaat hen met een Angelsaksisch leger bij Oakly of Ockly.

### Europa
- Koning Lodewijk II, oudste zoon van keizer Lotharius I, treedt in het huwelijk met Engelberga van Parma. Hij begint een veldtocht tegen het Arabische emiraat Bari (Zuid-Italië).
- 22 augustus: Slag bij Jengland: Hertog Erispoë verslaat in Ille-et-Vilaine (Bretagne) een Frankisch leger (4000 man) onder bevel van koning Karel de Kale.
- Koning Ínigo Íñiguez Arista overlijdt na een regeerperiode van 27 jaar. Hij wordt opgevolgd door zijn zoon García Íñiguez als heerser van Navarra (of 852).
- Erispoë volgt zijn vader Nominoë op als koning van Bretagne. Karel de Kale sluit in Angers een vredesverdrag en erkent de Bretonse onafhankelijkheid.
- Vikingen vanuit Denemarken onder leiding van Godfred Haraldson plunderen Friesland en richten verwoestingen aan in de stad Gent (Vlaanderen).

- 22 augustus Erispoë verslaat Karel de Kale in de slag bij Jengland bij de rivier Vilaine.

### Religie
- De Sint-Baafsabdij in Gent wordt door de Vikingen verwoest. De monniken vluchten landinwaarts, eerst naar de abdij van Sint-Omaars en later naar de vestingstad Laon in het West-Frankische Rijk.

## Overleden
- 20 maart - Ebbo, aartsbisschop van Reims
- Ínigo Íñiguez Arista, koning van Navarra (of 852)
- 20 maart - Irmgard, echtgenote van Lotharius I
- Křesomysl (71), hertog van Bohemen
- 7 maart - Nominoë, Bretons edelman en koning